# 9063 Washi
9063 Washi eller 1992 YS är en asteroid i huvudbältet som upptäcktes den 17 december 1992 av den japanska astronomen Tsutomu Seki vid Geisei-observatoriet. Den är uppkallad efter Shinsho Washi.